# Gran Premio d'Olanda 1950
Il Gran Premio d'Olanda 1950 è stata una gara extra-campionato di Formula 1 tenutasi il 23 luglio 1950 sul Circuito di Zandvoort, a Zandvoort, nei Paesi Bassi. 
La gara, disputatasi su un totale di 90 giri, è stata vinta dal pilota Talbot, Louis Rosier.

## Gara

### Resoconto
La gara comincia con le Maserati e le Ferrari davanti a tutti con Rosier primo inseguitore su Talbot-Lago. Il pilota francese incomincia a rimontare posizioni, Juan Manuel Fangio si ritira per un guasto alle sospensioni mentre José Froilán González è rallentato da un pauroso incendio scatenatosi al rifornimento, fortunatamente subito domato dagli uomini ai box. Così al 32º giro Rosier passa al comando della corsa, posizione che manterrà fino al traguardo. Alle sue spalle vibrante la lotta per la piazza d'onore con Alberto Ascari che, recuperate diverse posizioni anche grazie all'asfalto reso viscido dalla pioggia, è costretto ad arrendersi al compagno di squadra Luigi Villoresi.

### Risultati

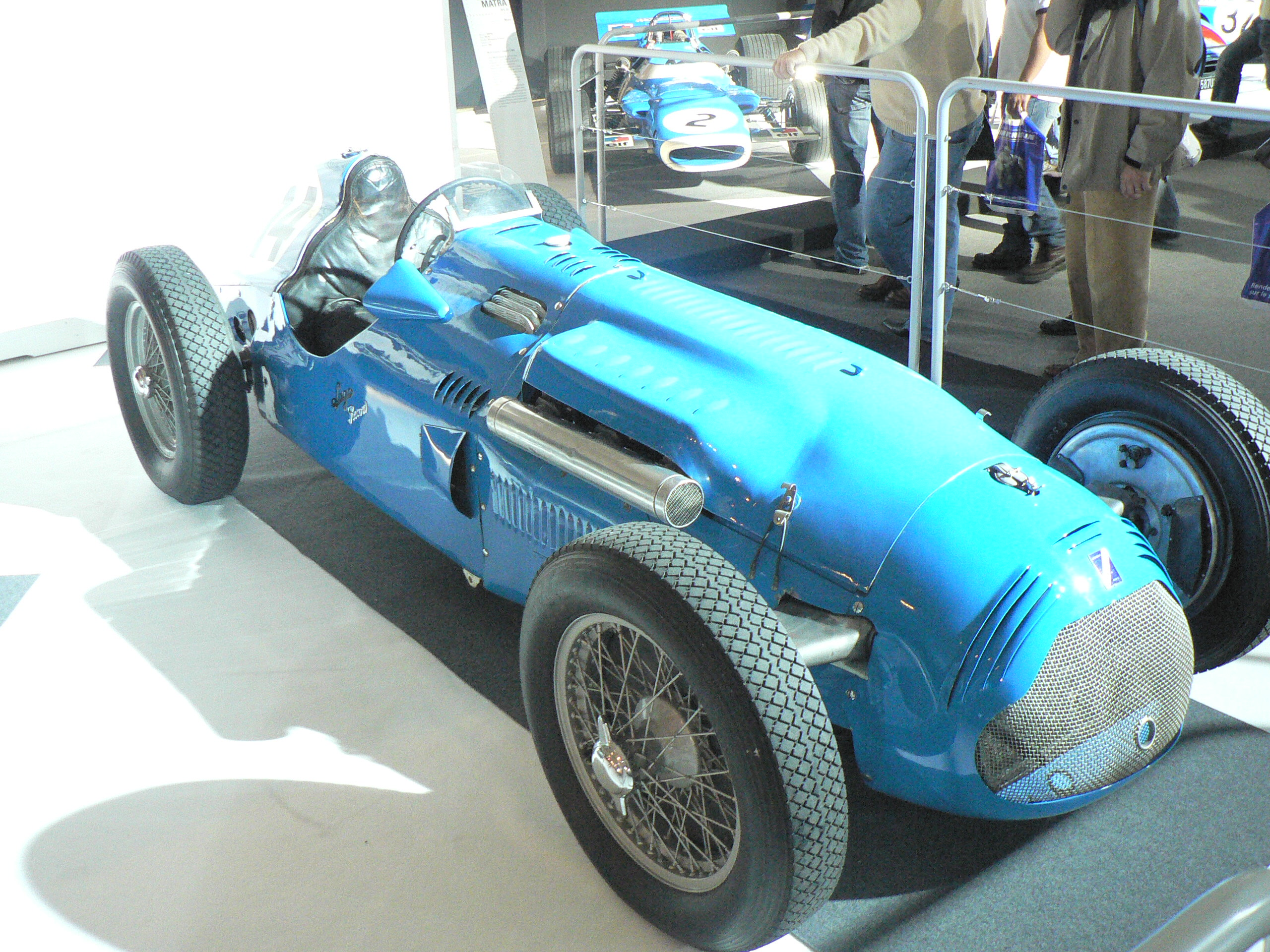
La Talbot T26C ha conquistato Vittoria, Pole e Giro più Veloce

| Pos | Nr | Pilota                | Vettura     | Giri | Tempo/Ritiro    |
| --- | -- | --------------------- | ----------- | ---- | --------------- |
| 1   | 18 | Louis Rosier          | Talbot-Lago | 90   | 3.03:36.3       |
| 2   | 6  | Luigi Villoresi       | Ferrari     | 90   | + 1'13.0        |
| 3   | 8  | Alberto Ascari        | Ferrari     | 90   | + 1'13.5        |
| 4   | 10 | Peter Whitehead       | Ferrari     | 88   | + 2 giri        |
| 5   | 24 | Prince Bira           | Maserati    | 87   | + 3 giri        |
| 6   | 28 | David Murray          | Maserati    | 85   | + 5 giri        |
| 7   | 4  | José Froilán González | Maserati    | 84   | + 6 giri        |
| Rit | 14 | Johnny Claes          | Talbot-Lago | 77   | Incidente       |
| Rit | 16 | Philippe Étancelin    | Talbot-Lago | 60   | Condotti olio   |
| Rit | 26 | Reg Parnell           | Maserati    | 42   | Asse posteriore |
| Rit | 12 | Raymond Sommer        | Talbot-Lago | 37   | Frizione        |
| Rit | 2  | Juan Manuel Fangio    | Maserati    | 24   | Sospensione     |
| Rit | 20 | Yves Giraud-Cabantous | Talbot-Lago | 20   | Motore          |
| Rit | 22 | Enrico Platé          | Maserati    | 1    | Motore          |

## Qualifiche

### Risultati
| 1ª Fila |  | 3 Pos.                      |                            | 2 Pos.                   |                              | 1 Pos.                              |
|         |  | Gonzalez Maserati 1'54.7    |                            | Fangio Maserati 1'53.0   |                              | Sommer Talbot-Lago 1'51.8           |
| 2ª Fila |  |                             | 5 Pos.                     |                          | 4 Pos.                       |                                     |
|         |  |                             | Villoresi Ferrari 1'55.0   |                          | Rosier Talbot-Lago 1'55.0    |                                     |
| 3ª Fila |  | 8 Pos.                      |                            | 7 Pos.                   |                              | 6 Pos.                              |
|         |  | Prince Bira Maserati 1'57.4 |                            | Ascari Ferrari 1'56.9    |                              | Giraud-Cabantous Talbot-Lago 1'55.2 |
| 4ª Fila |  |                             | 10 Pos.                    |                          | 9 Pos.                       |                                     |
|         |  |                             | Parnell Talbot-Lago 1'58.3 |                          | Etancelin Talbot-Lago 1'57.6 |                                     |
| 5ª Fila |  | 13 Pos.                     |                            | 12 Pos.                  |                              | 11 Pos.                             |
|         |  | Levegh Talbot-Lago 3'23.4   |                            | Claes Talbot-Lago 1'59.7 |                              | Platé Maserati 2'01.4               |
| 6ª Fila |  |                             | 15 Pos.                    |                          | 14 Pos.                      |                                     |
|         |  |                             |                            |                          | Murray Maserati 2'08.1       |                                     |